# Höhenkirchen-Siegertsbrunn
Höhenkirchen-Siegertsbrunn er en kommune i Landkreis München (Oberbayern), i den tyske delstat Bayern.
Kommunen grænser til Aying, Brunnthal Hohenbrunn og Egmating samt til det kommunefri skovområde mod øst: Höhenkirchener Forst. Höhenkirchen-Siegertsbrunn er det længste kommunenavn i Tyskland.

## Geografi
Höhenkirchen-Siegertsbrunn ligger 17 km sydøst for München, på den såkaldte Schotterebene – grusslette.

### Inddeling
Kommunen består af de to tidligere selvstændige kommuner
Höhenkirchen og Siegertsbrunn, som ved områdereformen i 1978 blev lagt sammen, samt bebyggelserne Wächterhof og am Hart (ved banegården Wächterhof).